# Joaquim Franco de Sá
Joaquim Mariano Franco de Sá (Alcântara, 25 de dezembro de 1807 — 10 de novembro de 1851) foi um juiz, jornalista e político brasileiro.

## Origem
Filho do ex-presidente da província do Maranhão Romualdo Antônio Franco de Sá e Estela Francisca Costa Ferreira.

## Carreira política e administrativa
Franco de Sá foi eleito deputado geral pelo Maranhão, exercendo mandato de 1843 a 1849 . Em 1844, assumiu a presidência da província da Paraíba. Posteriormente, retornou ao Maranhão, onde presidiu a província em dois períodos: de 27 de outubro de 1846 a 17 de dezembro de 1847 e de 21 de janeiro a 7 de abril de 1848 
Durante sua administração, enfrentou intensas disputas políticas, especialmente com o grupo opositor conhecido como "Bem-te-vis". Sua gestão foi marcada por medidas enérgicas contra adversários políticos, o que lhe rendeu o apelido de "delegado cruel" por parte da imprensa oposicionista